# 캐슬린 퀸런
캐슬린 퀸런(Kathleen Quinlan, 1954년 11월 19일 ~ )은 미국의 배우이다.

## 출연 작품
- 혼스(Horns)
- 더 리버 와이
- 조셉 고든-레빗의 69채널(Elektra Luxx)
- 어덜트 필름: 어 할리우드 테일, 2009
- 남주기 아까운 그녀
- 브리치
- 공포의 휴가길(The Hills have eyes)
- 배틀 오브 쉐이커 하이츠
- 시빌 액션
- 마이 자이안트
- 론 독스(lawn dogs)
- 브레이크 다운
- 이벤트 호라이즌
- 아폴로 13
- 도어즈 - 패트리샤 케닐리 역
- 와일드 씽
- 환상특급 : 더 무비
- 행키 팽키
- 주말의 연정
- 에어포트 77
- 아메리칸 그래피티